# 粗毛刺果藤
粗毛刺果藤（学名：Byttneria pilosa）为梧桐科刺果藤属下的一个种。

## 扩展阅读
- 維基物種上的相關：粗毛刺果藤